# Інгеборг Гохмайр
Інгеборг Гохмайр (нім. Ingeborg Hochmair; нар. 1953) — австрійська вчена, інженер-електрик з Віденського технічного університету, винахідниця.
Допомогла створити перший у світі мікроелектронний багатоканальний кохлеарний імплантат зі своїм чоловіком професором Ервіном Гохмайром. У 2013 році разом з ще двома вченими нагороджена премією Ласкера-Дебейкі за клінічні медичні дослідження за розвиток сучасного кохлеарного імплантату.

## Біографія
Народилася 1953 року у Відні, Австрія. Її мати була фізикинею, а батько — деканом факультету машинобудування Віденського технологічного університету. Її бабуся була однією з перших жінок-хімікинь Австрії.
У 1971 році Інгеборг вступила у Віденський технічний університет на факультет електротехніки. У 1979 році стала першою жінкою, яка отримала докторський ступінь (з відзнакою) на факультеті. Темою дисертації було «Технічна реалізація та психоакустична оцінка системи багатоканальної хронічної стимуляції слухового нерва». З 1976 по 1986 роки працювала доценткою в Інституті загальної електротехніки та електроніки при Віденському технічному університеті, за винятком 1979 року, коли деякий час працювала заступницею професора в Інституті медичної електроніки Стенфордського університету. У 1986 році разом з чоловіком переїхала з Відня до Інсбрука. Була спершу асистенткою, а згодом доценткою в Інституті прикладної фізики та електроніки Інсбруцького університету. Викладала до 1999 року. У 1998 році отримала ступінь габілітованої докторки з біомедичної інженерії на електротехнічному факультеті Віденського технічного університету.
На початку вісімдесятих років Інгеборг Гохмайр разом з чоловіком Ервіном заснувала компанію MED-EL, що займається розробкою та виробництвом слухових імплантантів. Виробництво у компанії запрацювало у 1990 році.

## Дослідження та розробка слухових імплантатів
У 1975 році Інгеборг та Ервін Гохмайри розпочали розробку кохлеарних імплантатів у Віденському технічному університеті, які повинні були надати людям можливість не тільки почути звуки, але й забезпечити чітке розуміння мови. Разом вони розробили перший у світі мікроелектронний багатоканальний кохлеарний імплантат. Цей імплантат містив довгий гнучкий гільзуючий електрод, який міг доставити електричні сигнали до слухового нерва вздовж завитки внутрішнього вуха. Електрод мав 8 каналів, зі швидкістю стимуляції 10000 імпульсів на секунду на кожен канал, 8 незалежних джерел струму. Електрод сягав 22-25 мм завдовжки. Перший пристрій імплантовано у Відні 16 грудня 1977 року професором Куртом Буріаном, а другий — в березні 1978 року. Незважаючи деякі недоліки, імплантанти непогано себе зарекомендували.
Наступні пристрої були модифікованії для кращої прозорості сигналу. Вони дозволяли розуміти слова і речення без читання по губах. У 1991 році був розроблений перший у світі процесор для кохлеарного імплантату, який кріпився позаду вуха. Пристрій отримав назву COMFORT.

## Публікації
Інгебог Гохмайр опублікувала понад 100 наукових статей з кохлеарних імплантатів, медичних приладів, нейропротезів, технологій аудіо та мовлення. Серед найважливіших з них:
- First modern CI (or first microelectronic multichannel CI): Implanted on Dec. 16 1977 by K. Burian in Vienna, this CI possessed all the main features of modern CIs: microelectronic stimulator circuitry, low power CMOS-circuits, a silicone carrier (body) with multiple electrode contacts, multiple current sources (8) to drive the electrode contacts, electrode designed for round window insertion, high stimulation rate (80.000 pulses per second) / Desoyer I., Hochmair E.: Implantable eight-channel stimulator for the deaf, Proc. European Solid State Circuits Conf. (ESSCIRC) 77, Ulm, BRD, pp. 87 — 89, Sept. 1977/, /Hochmair E., Hochmair I. Verfahren zur elektrischen Stimulation des Hörnervs und Multikanal Hörprothese zur Durchführung des Verfahrens. Patentschrift DE 2823798 patent filed May 1978/, / Hochmair-Desoyer I.J., Hochmair E.S., Burian K.: Four years of experience with cochlear prostheses (invited), Med. Prog. Technol. 8, pp. 107 — 119, 1981/
- Very soft, flexible intracochlear electrode: using waveshaped wires for flexibility as well as pull resistance / Hochmair I, Hochmair E. Multifrequency system and method for enhancing auditory stimulation and the like. US patent 4284856, filed Sept. 1979/, / Hochmair-Desoyer I.J., Hochmair E.S.: Design and fabrication of multi-wire scala tympani electrodes, Annals of the New York Academy of Science, Vol. 405, pp. 173 — 182, 1983/, /Hochmair-Desoyer I. Technische Realisierung und psychoakustische Evaluation eines Systems zur chronischen Mehrkanalstimulation des Nervus acusticus. Dissertation TU Vienna 1981, ISBN 3-85369-491-8/
- Intracochlear electrode for deep insertion: in the beginning up to 25 mm / Hochmair-Desoyer I.J., Hochmair E.S., Burian K.: Four years of experience with cochlear prostheses (invited), Med. Prog. Technol. 8, pp. 107 — 119, 1981/, later on 31mm, then for individual depths
- Auditory only speech understanding can be achieved when good central temporal processing abilities are present / Hochmair-Desoyer I.J., Hochmair E.S., Stiglbrunner H.K.: Psychoacoustic temporal processing and speech understanding in cochlear implant patients, Cochlear Implant, Ed.: R.A. Schindler and M.M. Merzenich, Raven Press, New York, pp. 291 — 304, 1985/.
- First BTE (behind the ear processor) for a CI 1991 / Hochmair-Desoyer I.J., Zierhofer C., Hochmair E.S.: New hardware for analog and combined-analog-and-pulsatile sound-encoding strategies. Progress in Brain Research, Vol. 97, Elsevier Science Publishers, pp. 291–300, 1993/
- The importance of the apical region of the cochlea for better hearing: /Hochmair I. et al. (2003) Deep electrode insertion in Cochlear implants: Apical Morphology, electrodes and speech perception results. Acta Otolaryngol 123 (5), 612—617/
- Combining hearing preservation, deep insertion and low frequency (pulse) stimulation to extend the range of electrically evoked hearing to low frequencies /Hochmair I, Nopp P, Jolly C, et al. MED-EL Cochlear implants: State of the art and a glimpse into the future. Trends in Amplification 2006 Dec; 10(4):201-19/
- The importance of being flexible/Hochmair I, The importance of being flexible. Nat Med 2013 Oct; 19 (10):1240-4

## Нагороди та відзнаки
- 1981: Віденський технічний університет нагородив її премією Голцера.
- 1996: медаль Вільгельма Екснера.[4]
- 2004: Почесна доктор медичних наук Мюнхенського технічного університету як «піонерка технологій для осіб з вадами слуху» за розробку першого багатоканального кохлеарного імплантату з гібридною технологією.
- 2010: Почесна доктор Медичного університету Інсбрука[5]
- 2013: нагороджена премією Ласкера-Дебейкі за клінічні медичні дослідження разом з Грімом М. Кларком і Блейком С. Вілсоном за розробку сучасного кохлеарного імплантату.
- 2015: Премія Руссів[6] за розробку кохлеарних імплантатів, які дозволяють глухим чути.